# Aribo I van de Oostmark
Aribo I van de Oostmark (ca. 845 - na 909) was rond het jaar 900 de belangrijkste edelman in het huidige Oostenrijk.
Vanaf 871 was Aribo graaf van de Traungau en de Beierse Oostmark, als opvolger van zijn zwagers die in dat jaar waren gesneuveld in een oorlog tegen Moravië. Zijn neef Erchanger van Zwaben betwistte zijn benoeming en wist hem met steun van Arnulf van Karinthië te verdrijven maar Aribo kon met steun van Karel de Dikke en de Moravische vorst Svatopulk, zijn positie terugwinnen. Toen Arnulf in 887 koning werd, koos die ervoor Aribo te handhaven. In 898 werd Aribo wel tijdelijk uit zijn ambt ontheven vanwege zijn politieke intriges met Moravië. Aribo treedt in 903 op als voogd van Freising, neemt in 908 deel aan de synode van Freising en wordt in 909 voogd van de abdij van de Traunsee.
In 904 of 905 is Aribo voorzitter van een vergadering van bisschoppen en edelen te Raffelstetten (bij Linz). Deze vergadering stelt de regels vast voor tol en andere belastingen op de handel langs de Donau. Bij de vergadering zijn ook vertegenwoordigers van Slavische volken en van Joodse handelaars aanwezig. De tolverordening die werd opgesteld geeft een waardevol inzicht in de Donauhandel van die tijd.
Aribo was vader van:
- Isanrich, (ovl. na 903)
- Otakar, graaf van Karantanië, zendgraaf in de oostelijke marken, bouwde een kasteel waaromheen de stad Steyr (stad) zou ontstaan, 907 gesneuveld in de slag bij Bratislava tegen de Hongaren
- Jacob, (ovl. ca. 958), voogd van Freising